# 留萌郵便局
留萌郵便局（るもいゆうびんきょく）は北海道留萌市にある郵便局。民営化前の分類では集配普通郵便局であった。

## 概要
住所：〒077-8799 北海道留萌市本町1-38

## 沿革
- 1875年（明治8年）1月2日 - 留萌郵便局（五等）として開設[1]。
- 1891年（明治24年）1月1日 - 留萌郵便電信局となる。
- 1893年（明治26年）3月16日 - 為替・貯金取扱を開始。
- 1903年（明治36年）4月1日 - 通信官署官制の施行に伴い留萌郵便局となる。
- 1956年（昭和31年）10月21日 - 電話通話および和文電報受付事務の取扱を開始[2]。
- 1957年（昭和32年）8月1日 - 三泊簡易郵便局の廃止に伴い、取扱事務を承継。
- 1967年（昭和42年）9月1日 - 電話通話事務および和文電報受付事務を廃止。
- 1975年（昭和50年）10月 - 局舎新築落成。
- 1989年（平成元年）10月30日 - 大和田郵便局から集配業務の一部[3]を移管。
- 1996年（平成8年）6月22日 - 礼受郵便局の廃止に伴い、取扱事務を承継。
- 1998年（平成10年）9月1日 - 外国通貨の両替および旅行小切手の売買に関する業務取扱を開始。
- 2006年（平成18年）9月19日 - 幌糠郵便局から集配業務を移管[4]。
- 2007年（平成19年）10月1日 - 民営化に伴い、併設された郵便事業留萌支店に一部業務を移管。
- 2012年（平成24年）10月1日 - 日本郵便株式会社の発足に伴い、郵便事業留萌支店を留萌郵便局に統合。
- 2019年（平成31年）4月1日 - 音威子府郵便局から統括業務を移管、音威子府局が管轄していた天塩、遠別の各局を新たに管轄下に置く。

## 取扱内容
- 郵便、印紙、ゆうパック、内容証明
- 貯金、為替、振替、振込、国際送金、外貨両替・トラベラーズチェック、国債、投資信託
- 生命保険、バイク自賠責保険、自動車保険、がん保険、引受条件緩和型医療保険
- ゆうちょ銀行ATM
- 留萌市内の集配業務
- ゆうゆう窓口

## 周辺
- 留萌市役所
- 留萌港
- 黄金岬
- 国道231号
- 国道233号

## アクセス
- JR留萌本線 旧留萌駅から西へ約1.3km（徒歩約15分）
- 沿岸バス 本町停留所下車
- 深川留萌自動車道 留萌幌糠ICから北西へ約17km
- 駐車場あり：6台